# Simon von Köln

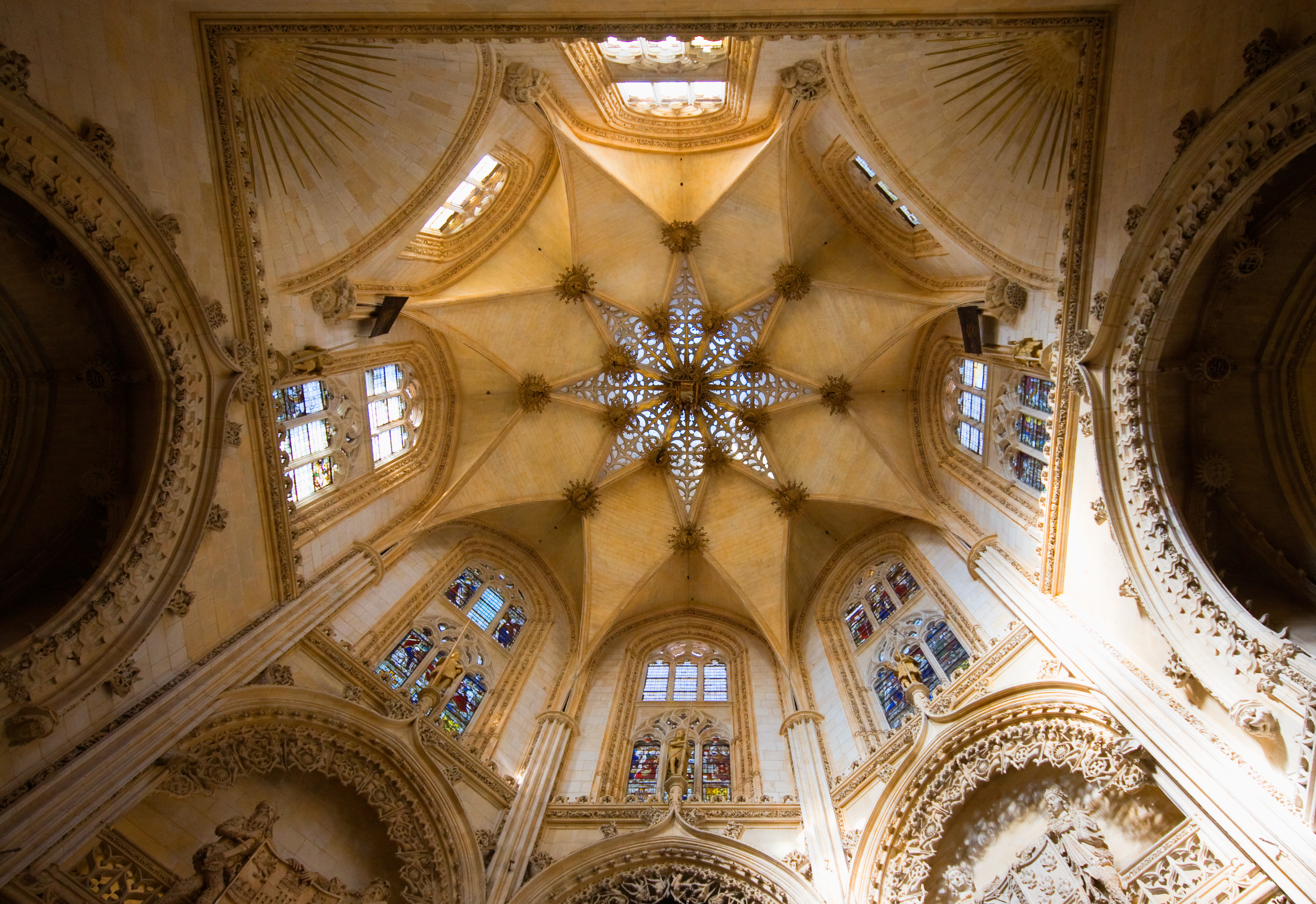
Capilla de Condestable

Simon von Köln (span. Simón de Colonia; * um 1455 in Burgos; † 1511 ebenda) war ein spanischer Architekt und Bildhauer. Er war der Sohn von Johannes von Köln und der Vater von Francisco de Colonia. Alle drei sind als deutsche Künstler-Dynastie nur in Spanien (allem in Burgos) bekannt.

## Biografie
Das genaue Geburtsjahr Simon von Kölns ist unbekannt; aufgrund der Eheschließung seines Vaters im Jahr 1454 wird das Jahr 1455 (manchmal bereits das Jahr 1450) angenommen. Sein Vater war Johannes von Köln, Dombaumeister der Kathedrale von Burgos, seine Mutter hieß María Fernández und stammte aus Burgos. Beide hatten sechs Söhne.
In einem Dokument des Jahres 1481 wird er als „Meister der Kathedrale von Burgos“ bezeichnet. Er trat also beruflich – wie in der damaligen Zeit üblich – die Nachfolge seines Vaters an, dessen Tod für dasselbe Jahr angenommen wird. Nach deutscher Zunftordnung hatte der (älteste) Sohn den Beruf des Vaters zu ergreifen, um, nach damaliger Auffassung, nicht eines Vergehens gegen die göttliche Ordnung schuldig zu sein. In erster Ehe war er verheiratet mit María Sánchez, mit der er sieben Kinder hatte. Nach dem Tod seiner Frau ging er eine zweite Ehe mit Mencía de San Martín ein, die jedoch kinderlos blieb. Ende des 15. Jahrhunderts lebte er in einem Haus an der Plaza de la Coronería in Burgos.

## Werk
Auch zu seinem Werk als Architekt und Bildhauer fehlen gesicherte Daten und Fakten. In seinem Stil ist er in hohem Maße der isabellinischen aber auch der mitteleuropäischen Spätgotik verhaftet. Ihm wird die Beteiligung an folgenden Bauten zugeschrieben:

### Architekt
Burgos und Umgebung

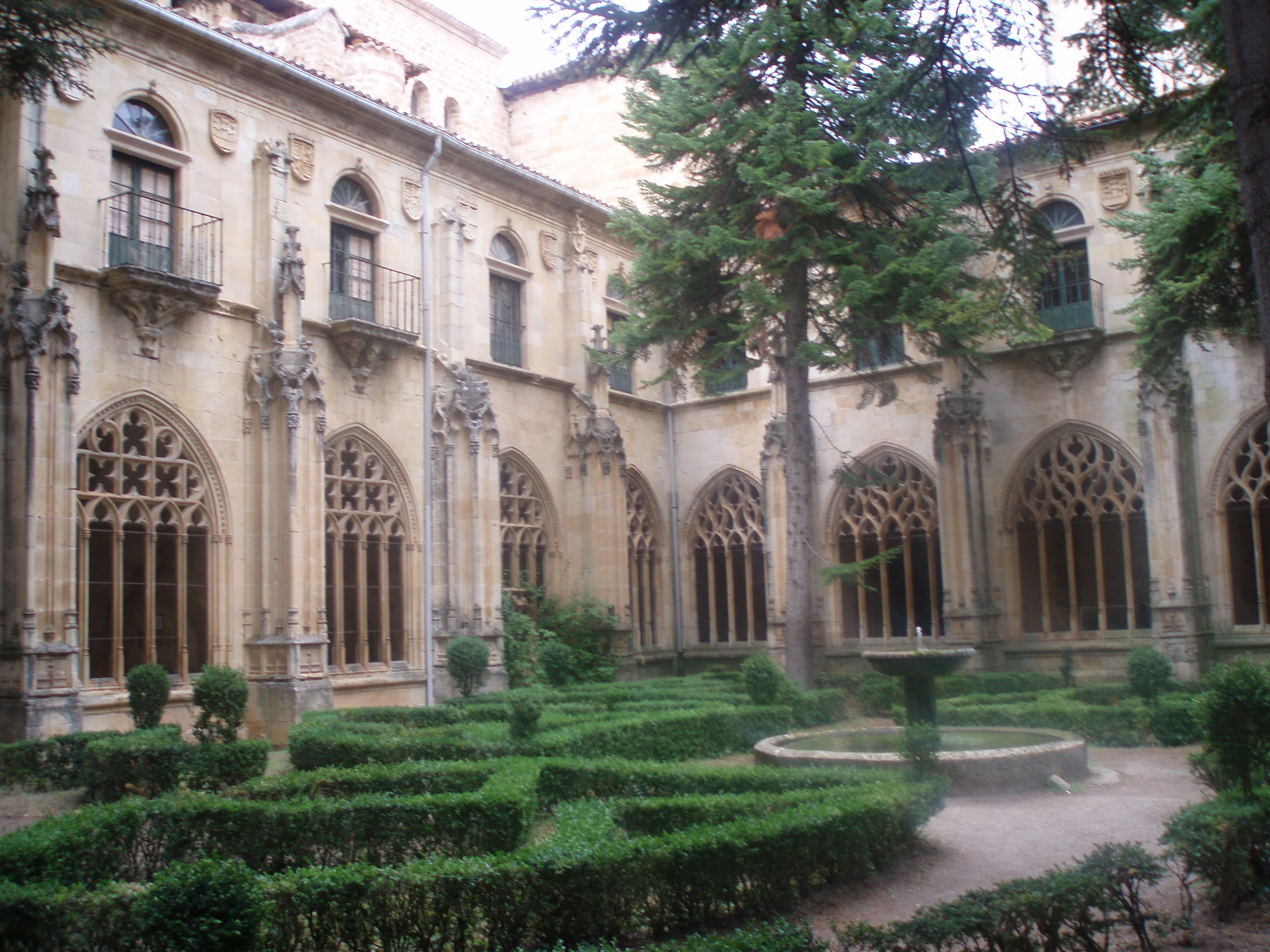
Kreuzgang des Klosters von Oña

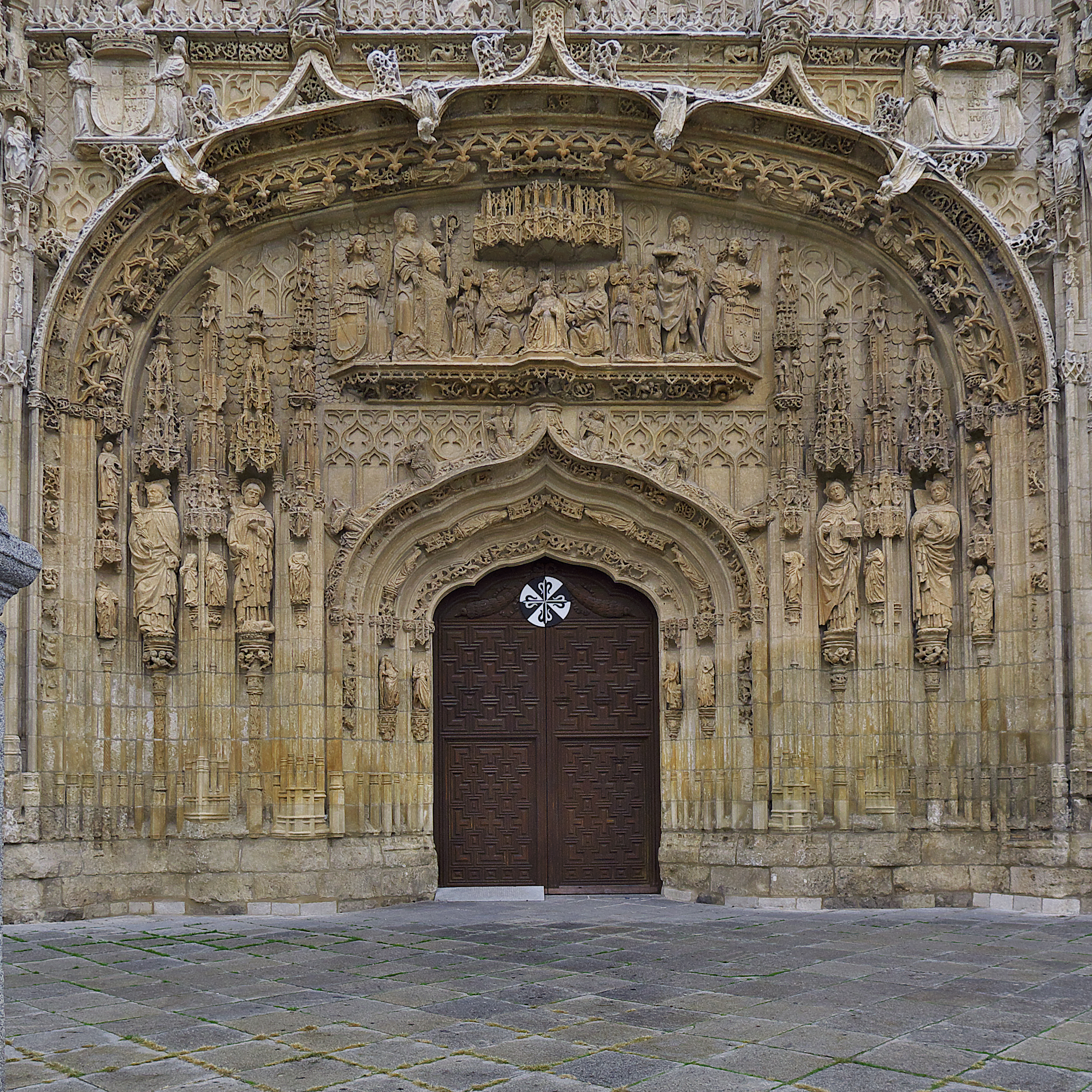
Fassade der Kirche San Pablo, Valladolid

- Capilla de Condestable in der Kathedrale von Burgos (gilt als sein Meisterwerk; ab 1482)
- Mitarbeit an der Cartuja de Miraflores
- Kuppel der Capilla de la Concepción
- Capilla de Santa Ana (1477–1480)
- Kirche San Juan de Ortega
- Mitarbeit am Kloster San Pedro de Arlanza
- Trascoro der Kathedrale von Palencia
- unterer Teil des Kreuzgangs des Klosters von San Salvador in Oña (ab 1503) und Brunnen (1508)
- Mitarbeit am Südportal der Kirche Santa María von Aranda de Duero
- Coro der Kirche San Esteban in Burgos (1502)

außerhalb von Burgos und Umgebung
- Mitarbeit am Bau der Kirche und des Klosters von San Juan de los Reyes in Toledo (1496)
- Mitarbeit an der Kathedrale von Sevilla (1497–1502)
- Mitarbeit an der Fassade der Kirche San Pablo in Valladolid
- Mitarbeit an der Portalfassade der Kirche Santa María in Aranda de Duero

### Bildhauer
in der Kathedrale von Burgos
- Ausgestaltung der Capilla de Condestable
- Grabmale von Pedro Fernández de Villegas und Gonzalo Alonso

in Valladolid
- Portal der Kirche des Dominikanerkonvents San Pablo
- Portal des Colegio de San Gregorio (ab 1496)